# Zainab Bangura
Zainab Hawa Sesay, conocida como Haja Zainab Hawa Bangura (18 de diciembre de 1959) es una política y activista social sierraleonesa Se desempeña como directora general de la Oficina de las Naciones Unidas en Nairobi (UNON), nombrada en el cargo por el Secretario General de las Naciones Unidas, António Guterres, en diciembre de 2018. Se desempeñó como la segunda Representante Especial de las Naciones Unidas sobre la Violencia Sexual en Conflictos con el rango de Secretaria General Adjunta de las Naciones Unidas de 2012 a 2017, en sucesión de la primera titular del cargo, Margot Wallström. En 2017 fue reemplazada por Pramila Patten
En 2007 se convirtió en ministra de Relaciones Exteriores de Sierra Leona en el gobierno del presidente Ernest Bai Koroma del Partido Congreso de Todos los Pueblos (APC). Fue la segunda mujer en ocupar ese puesto, después de Shirley Gbujama, quien ocupó ese puesto entre 1996 y 1997. Se desempeñó como ministra de Salud y Saneamiento de 2010 a 2012.

## Infancia
'Zainab Hawa Sesay es la hija de un imán, nació en la pequeña ciudad rural de Yonibana, distrito de Tonkolili en la provincia norteña de Sierra Leona británica. Proviene del grupo étnico Temne. Nació en una familia de escasos recursos y asistió a la escuela secundaria con una beca que le otorgó la escuela secundaria Mathora Girls Secondary School, cerca de Magburaka. Más tarde asistió a la escuela secundaria Annie Walsh Girls en la ciudad capital de Freetown.
Después de graduarse del Fourah Bay College de Sierra Leona, Bangura se mudó al Reino Unido para obtener los diplomas avanzados en Gestión de Seguros en la City University Business School de Londres y la Universidad de Nottingham. Mientras tenía poco más de 30 años, se convirtió en vicepresidenta de una de las compañías de seguros más grandes de su país.
Bangura habla tres idiomas: temne, krio e inglés.

## Vida pública

### Activismo temprano
Se convirtió en un activista social durante el difícil período en el que Sierra Leona fue gobernada por la junta militar de la NPRC. Comenzó con esfuerzos de concienciación entre las mujeres del mercado urbano, recordando a sus seguidores que su propia madre era una mujer del mercado. En 1994 fundó Mujeres Organizadas por una Nación Iluminada Moralmente (Women Organized for a Morally Enlightened Nation (W.O.M.E.N.), el primer grupo no partidista de derechos de las mujeres en el país. Al año siguiente cofundó la Campaña por el Buen Gobierno (CGG). Luego, utilizando CGG como su plataforma, hizo campaña para la celebración de elecciones nacionales que finalmente expulsaron al NPRC del poder en 1996 y restauraron el gobierno democrático. Esta fue la primera elección democrática de Sierra Leona en 25 años, y los medios de comunicación de Sierra Leona y el público en general atribuyeron ese éxito en gran parte a sus esfuerzos.
Durante la guerra civil de Sierra Leona (1991-2002) Bangura se pronunció enérgicamente contra las atrocidades cometidas contra la población civil por el Frente Revolucionario Unido (FRU) y fue blanco de asesinato en varias ocasiones por ese grupo. También habló contra la corrupción en el gobierno civil del presidente Ahmad Tejan Kabbah y las atrocidades cometidas contra civiles por soldados del gobierno. En junio de 1997, cuando los enfrentamientos envolvieron el país, Bangura huyó en un barco de pesca a la vecina Guinea.

### Carrera política
En las elecciones de 2002, Bangura se postuló contra Kabbah por la presidencia de Sierra Leona, alejándose por primera vez de su papel habitual como activista de la sociedad civil no partidista. Ella ganó menos del uno por ciento de los votos y su partido Movimiento para el Progreso (MOP) no logró obtener ningún escaño en el parlamento de Sierra Leona. Bangura afirmó que el bajo recuento de votos de su partido se debió a la corrupción en el sistema de votación.
Después de las elecciones de 2002, fundó el Grupo Nacional de Responsabilidad (NAG) cuya misión fue luchar contra la corrupción oficial y promover la transparencia y la rendición de cuentas en el gobierno. En 2006 dejó Sierra Leona y se trasladó a la vecina Liberia, donde fue nombrada directora de la Oficina de Asuntos Civiles de la Misión de las Naciones Unidas en Liberia (UNMIL) y se le asignó la responsabilidad de la reconstrucción de 16 ministerios liberianos y 30 agencias gubernamentales tras la devastadora guerra civil de ese país.
Regresó a Sierra Leona en 2007 después de que Ernest Bai Koroma ganara la presidencia en unas elecciones nacionales muy reñidas y fuera nombrado ministro de Relaciones Exteriores poco después. En ese momento, muchos sierraleoneses creían que el nuevo presidente elevó a este conocido crítico del gobierno a una posición tan alta para demostrar su buena fe en la reforma prometedora.
Como musulmána devota, Bangura se tomó un tiempo libre de la política en 2009 para viajar a la ciudad sagrada de La Meca en Arabia Saudita para participar en la ceremonia de peregrinación del Hajj de 2009.

### Carrera en política internacional
En 2012 formó parte de la Comisión de las Naciones Unidas sobre productos básicos que salvan vidas, que fue presidida conjuntamente por Goodluck Jonathan y Jens Stoltenberg, y emitió recomendaciones para aumentar el acceso y el uso de 13 productos básicos esenciales para la salud de mujeres y niños.
Posteriormente, asumió su siguiente puesto como Representante Especial del Secretario General sobre la violencia sexual en los conflictos a nivel de Secretaria General Adjunta el 4 de septiembre de 2012. En esta capacidad, también presidió la red interinstitucional Acción de la ONU contra la violencia sexual en los conflictos. Durante su mandato, ayudó a lanzar un protocolo internacional en 2014 para abordar la violación y la violencia sexual en conflictos, proporcionando directrices sobre la investigación de delitos sexuales y la recopilación de pruebas para futuros procesamientos. En particular, negoció un acuerdo en junio de 2015 con comandantes militares en Costa de Marfil para procesar a los soldados acusados de violencia sexual. Ese mismo año, visitó Irak y Siria y trabajó en un plan de acción para abordar la violencia sexual que libran los combatientes del Estado Islámico de Irak y el Levante (ISIS).
Desde 2018 hasta 2019 copresidió (junto con Katherine Sierra) una Comisión Independiente sobre Conducta Sexual Inapropiada, Responsabilidad y Cambio Cultural en Oxfam. En 2019, Guterres la nombró directora general de la Oficina de las Naciones Unidas en Nairobi, sucediendo a Maimunah Mohd Sharif.

## Otras actividades
- Africa Group for Justice and Accountability, miembro[15]
- Interpeace, miembro del consejo de administración[16]
- Instituto de las Naciones Unidas para la Formación Profesional e Investigación (UNITAR), miembro de la Junta Asesora de la División para la Paz[17]
- Foro Global de Mujeres Políticas Líderes (WPL), miembro de la Junta Asesora Global[18]
- Movimiento Mundial por la Democracia, presidente del Comité Directivo[19]

## Reconocimientos
Bangura ganó varios premios internacionales por su promoción de la democracia y los derechos humanos en África, entre ellos: el Premio Internacional Africano al Mérito por el Liderazgo (Nigeria, 1999); el Premio de Derechos Humanos otorgado por el Comité de Abogados por los Derechos Humanos (Nueva York, 2000); el Premio Humanitario Bayard Rustin otorgado por el Instituto A. Philip Randolph (Washington D. C.); y el Premio a la Democracia otorgado por el National Endowment for Democracy (Washington D. C., 2006).
En noviembre de 2013 recibió un premio de Project 1808 Inc, una organización en asociación con la División de Estudios Internacionales de Estudios Africanos de Madison de la Universidad de Wisconsin. El premio fue un reconocimiento por su eficacia en llamar la atención sobre los problemas que rodean la violencia sexual en todo el mundo al involucrar a otros líderes mundiales, rebeldes, militantes, víctimas y comunidades.